# Мохамед Абул Хоссайн
Мохамед Абул Хоссайн Абул (бенг. মোহাম্মদ আবুল হোসেন আবুল, нар. 29 липня 1983, Нараянгандж) — бангладеський футболіст, який грав на позиції півзахисника. Відомий за виступами у складі низки бангладеських клубів і національній збірній Бангладеш.

## Клубна кар'єра
Мохамед Абул Хоссайн розпочав виступи у клубному футболі у 1999 році в клубі «Вікторія Спортінг Клаб». У 2002 році футболіст перейшов до складу клубу «Бразерс Юніон», де грав до кінця 2005 року. У 2006 році Абул Хоссайнграв у складі клубу «Нараянгандж Суктара Сассад», а вже наступного року він став гравцем одного з найсильніших клубів країни «Абахані» (Дакка), у складі якого футболіст став трикратним чемпіоном Бангладеш. У 2011—2013 роках Абул Хоссайн грав у складі клубу «Тім БДМК», після чого повернувся до складу «Абахані», де грав до завершення виступів на футбольних полях у 2016 році.

## Виступи за збірну
У 2002 році Мохамед Абул Хоссайн грав у складі молодіжної збірної Бангладеш. У складі збірної футболіст у 2006 році брав участь у футбольному турнірі Азійських ігор. З 2005 до 2008 років футболіст грав у складі національної збірної Бангладеш. У складі збірної Мохамед Абул Хоссайн зіграв 14 матчів, у яких відзначився 4 забитими м'ячами.